# Fresenhavn
Fresenhavn (dansk) eller Fresenhagen (tysk) er en gård beliggende ved randen af Langbjerg Skov ved landsbyen Stadum i Sydslesvig. 
Fresenhavn er første gang nævnt 1544. Hovedgården blev oprettet på bekostning af den forhenværende bebyggelse Pugbøl. Gårdens navn betyder Gård ved Friserne (tom Fresenhave), selvom stedet ligger på gesten få kilometer vest for det nordfrisiske bosætningsområde. Fresenhavn gods med dets mange besiddelser i omegnen tilhørte den holstenske adelslægt Wisch, men kom i 1499 i Kong Hans hænder. I 1604 udskiltes Lillehorn med nogle ejdendomme (Agtrup, Lillehorn og andre). I juridisk henseende hørte godset under Angler godsdistrikt. Fresenhavn var centrum for et birk med en egen retsholder, der forenede de adelige godser i hele Kær Herred. Da patrimonialjurisdiktionen blev ophævet i 1853, kom Fresenhavn under Læk Sogn (Kær Herred).
Fra 1975 var gården hjemsted for den venstreorienterede musikgruppe Ton Steine Scherben og musikeren Rio Reiser.